# Forgaria nel Friuli
Forgaria nel Friuli est une commune de la province d'Udine dans la région Frioul-Vénétie Julienne en Italie.

## Personnalités
- Guillermo José Garlatti, archevêque catholique
- Dante Coletti, autochtone

## Administration
| Période                                  | Période  | Identité         | Étiquette | Qualité |
| ---------------------------------------- | -------- | ---------------- | --------- | ------- |
| 14 juin 2004                             | En cours | Mario Vicedomini |           |         |
| Les données manquantes sont à compléter. |          |                  |           |         |

### Hameaux
Cornino, San Rocco, Flagogna

### Communes limitrophes
Majano, Osoppo, Pinzano al Tagliamento, Ragogna, San Daniele del Friuli, Trasaghis, Vito d'Asio